# لی جه جون
لی جه جون (کره‌ای: 이재준؛ زادهٔ ۲۰ اکتبر ۱۹۹۰) بازیگر اهل کره جنوبی است.

## فیلم‌شناسی

### فیلم
| سال  | عنوان       | نقش         |
| ---- | ----------- | ----------- |
| ۲۰۱۴ | نایت فلایت  | هان کی وونگ |
| ۲۰۱۴ | آزادم کن    | واعظ        |
| ۲۰۱۵ | زیبایی درون | وو جین      |

### مجموعه اینترنتی
| سال  | عنوان        | نقش     | منابع |
| ---- | ------------ | ------- | ----- |
| ۲۰۲۱ | ارزششو نداره | ایل سوپ |       |